# Nick (novela)
Nick es una novela de 2021 del escritor estadounidense Michael Farris Smith. Es su sexta novela y fue publicada el 5 de enero de 2021 por Little, Brown and Company. Es una precuela de la famosa novela de 1925 de F. Scott Fitzgerald, El gran Gatsby.

## Sinopsis
Nick se centra en el narrador de El gran Gatsby, Nick Carraway, en los años previos a los acontecimientos de la novela de Fitzgerald. Sigue a Nick Carraway como soldado en la Primera Guerra Mundial, sus desvíos en París y su tiempo en Nueva Orleans antes de mudarse a Long Island.

## Producción
Smith leyó por primera vez El gran Gatsby cuando era estudiante de secundaria, pero no lo entendió completamente en ese momento. En 2014, después de vivir en Europa, Smith volvió a leer la novela por primera vez en varios años. Llegó a identificarse con su narrador Nick Carraway, y se sintió atraído por el sentido de desapego de Carraway. Se sintió emocionalmente obligado a escribir una novela precuela, a pesar del «peso literario» de hacerlo y la inevitable reacción del público. Smith escribió la novela en 2014 y 2015, y ni una sola vez tomó en consideración los posibles problemas de derechos de autor. Lo escribió en secreto, sin decírselo ni a su agente ni a su editor. En 2015, diez meses después de que Smith comenzara a escribir la novela, envió un manuscrito completo. Smith fue informado de inmediato que se le pedirá que espere hasta 2021 para publicarlo debido a los derechos de autor existentes del trabajo original. Los derechos de autor de El gran Gatsby en los Estados Unidos expiraron el 1 de enero de 2021, cuando todas las obras publicadas en 1925 pasaron al dominio público en los Estados Unidos.

## Recepción
Kirkus Reviews calificó a Nick como un «estudio de personajes convincente». En su reseña para The New York Times, Ben Fountain la calificó como una «novela ejemplar» con un «sonido americano clásico» y elogió la interpretación única de Nick Carraway de Smith. Publishers Weekly elogió las «imágenes impactantes» de los capítulos de guerra, pero sintió que la novela finalmente no proporcionó una comprensión más profunda de Nick Carraway. Los Angeles Times estuvo de acuerdo, criticando la novela por convertirse en un melodrama y «reprocesar» a Nick Carraway en lugar de aclarar su personaje. Ron Charles de The Washington Post sintió que la novela no se expandió sobre la historia original y criticó su segunda mitad por retirar demasiado la perspectiva de Nick y dejar a los lectores con "caricaturas negras y su escabrosa disputa".